# The Feud of the Trail
The Feud of the Trail è un film del 1937, diretto da Robert F. Hill, con Tom Tyler. 

## Trama
Jack Granger si è allontanato dalla casa paterna da due anni, durante i quali si è dato alle rapine e ai borseggi, ma ora ha deciso di darsi alla vita onesta, e di tornare a casa, per aiutare la propria famiglia contro i soprusi dei vicini, gli Holcomb, che hanno deciso con ogni mezzo, anche non lecito, di impadronirsi dei vasti terreni dei Granger, che, si dice, nascondono una miniera d'oro. Ma in quella che doveva essere l'ultima rapina di Jack egli trova la morte. Tom Wade, il collaboratore dello sceriffo, ed il suo aiutante, il pittoresco Jerry McLane, notano che il morto è sorprendentemente somigliante a Tom. Così quando Tom si reca dai Granger per dar loro la notizie della morte di Jack viene scambiato per Jack stesso, e Tom, a tutta prima, non se la sente di smentire le loro aspettative.
In una serie di accadimenti Tom si scontra con i fratelli Holcomb, ed alla fine riesce ad assicurarli alla giustizia.

## Produzione
The Feud of the Trail è il quarto di una serie di film western che Tom Tyler ha girato per la Victory Productions di Sam Katzman. Tyler vi interpreta le parti dell'eroe e del cattivo, suo sosia.  Le riprese hanno avuto luogo nella località "Lazy A Ranch", di Santa Susana, California. 

## Distribuzione
La serie TV Six Gun Theater, presentata da Kelly Bob Stublefield, campione mondiale di cowboy action shooting, andata in onda negli Stati Uniti a partire dal 2015, ha presentato, insieme ad altri western d'annata, anche The Feud of the Trail.     